# Magda Ballester Sirvent
Magda Ballester Sirvent   (Lleida, 1948) és una periodista, política i activista catalana.

## Biografia
Nascuda en els anys més durs del franquisme, Ballester es va diplomar en Periodisme a l'Escola de Periodisme de la Universitat de Navarra (1965-1967) i posteriorment seguí els mateixos estudis a l'Escola del CIF de Barcelona (1967-1969). El 1970 va entrar en política militant al Partit Socialista Unificat de Catalunya (PSUC) en la clandestinitat sota el sobrenom de «Roser». Des dels càrrecs de responsabilitat dins del partit tirà endavant la publicació Nova Lleida des d'on denuncià la situació econòmica i política de la ciutat de finals del franquisme. Assistí a la constitució de l'Assemblea de Catalunya el novembre de 1971 i de l'Assemblea de les Terres de Lleida el febrer de 1972.
El 1979 fou escollida regidora de la Paeria de Lleida pel PSUC, on ocupà una tinència d'alcaldia i exercí de portaveu del partit en el ple municipal fins a les eleccions de 1983. El 1984 abandonà la militància del PSUC. En l'àmbit professional va treballar pel Diario de Lérida (1969-1971), La Hoja del Lunes de Lérida (1973-1976) i la revista Arreu (1976-1977), i exercí també de corresponsal a Lleida d'El Noticiero Universal, Tele/eXpres, El Periódico de Catalunya i TVE-2, entre d'altres. El 1984 començà a treballar a La Mañana com a redactora i cap de redacció fins al 1990 quan passà a exercir de cap de comunicació de l'Ajuntament de Lleida sota l'alcaldia d'Antoni Siurana. El 1996 va acabar aquesta tasca i l'any següent fundà l'agència Magda Ballester Comunicació on va treballar fins a la jubilació.